# Кампердейн
Кампердейн (нід. Camperduin) — селище в нідерландській провінції Північна Голландія на узбережжі Північного моря. Входить до муніципалітету Берген.
Його площа становить 1,10 км², а населення станом на 2021 рік складало 245 осіб.

## Галерея

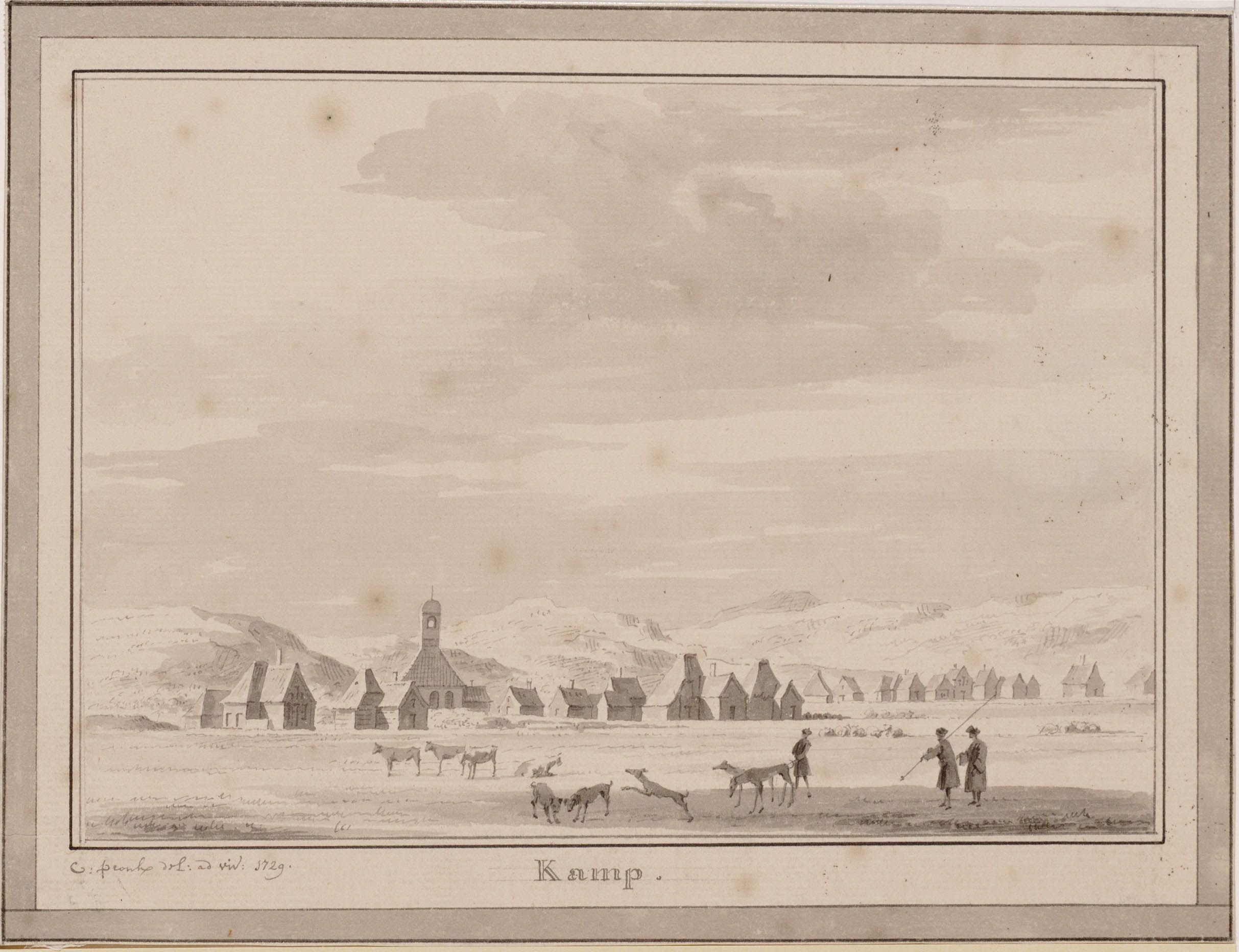
Панорама селища (1729)
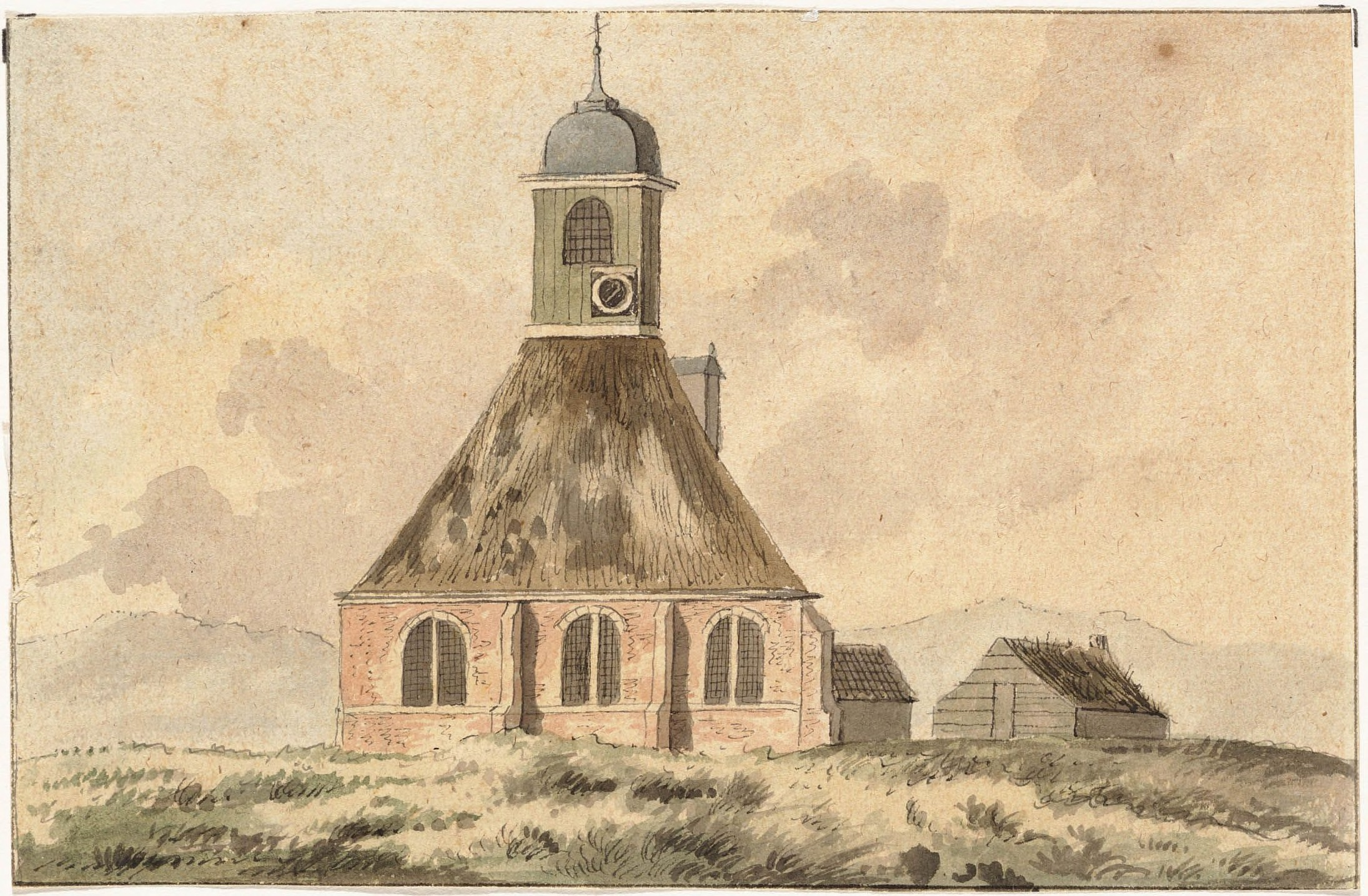
Колишня селищна церква